# Noć
Noć je sedmi in zadnji studijski album slovenske avantgardne rock skupine Buldožer. Izdan je bil leta 1995 pri založbi Helidon.

## Ozadje
V začetku 90-ih let se je skupina po dolgem premoru vrnila v Studio Tivoli in s snemalcem Acom Razbornikom začela snemati material za nov album. Malo pred zaključkom snemanja pa je septembra 1993 Studio Tivoli prizadel požar, ki je studio (in posnetke skupine) uničil. Po krajšem premoru je skupina ponovno posnela material v domačem studiu klaviaturista Boruta Činča, ki je kasneje postal eden glavnih glasbenih studiov v Ljubljani. Leta 1995 je tako izšel na novo posneti album.

## Seznam pesmi
Vsa besedila je napisal Boris Bele. Vso glasbo je napisal Bele, razen kjer je to navedeno.
| Stran A | Stran A                                           | Stran A |
| Št.     | Naslov                                            | Dolžina |
| ------- | ------------------------------------------------- | ------- |
| 1.      | „Za uvod‟                                         | 2:43    |
| 2.      | „Vojno lice‟                                      | 3:59    |
| 3.      | „Kdo sem jaz?‟                                    | 3:32    |
| 4.      | „Blues napuštenog psa‟ (Bele, Borut Činč)         | 3:41    |
| 5.      | „Ejaculatio praecox‟ (Činč)                       | 1:15    |
| 6.      | „Ko ob tebi ležim‟ (Bele, Činč, Uroš Lovšin)      | 4:37    |
| 7.      | „Divje horde‟ (Bele, Činč, U. Lovšin, Dušan Vran) | 3:50    |

| Stran B | Stran B                       | Stran B |
| Št.     | Naslov                        | Dolžina |
| ------- | ----------------------------- | ------- |
| 1.      | „Denarčke štejem‟             | 3:58    |
| 2.      | „Usamljeni jahač‟             | 5:02    |
| 3.      | „Životinjo‟ (Bele, U. Lovšin) | 3:33    |
| 4.      | „Oh, Yeah!‟ (Bele, Činč)      | 3:35    |
| 5.      | „Noć‟ (Bele, Činč)            | 7:32    |

## Zasedba
Buldožer
- Boris Bele — glavni vokal, kitara
- Uroš Lovšin — kitara
- Dušan Vran — bobni
- Ven Jemeršić — bas kitara
- Borut Činč — klaviature, kitara

Tehnično osebje
- Gregor Strniša — mastering
- Borut Činč — produkcija